# Підгірне (Тарутинська селищна громада)
Підгі́рне (у минулому: Село № 5, Кульм)  — село Тарутинської селищної громади в Болградському районі Одеської області в Україні. Засноване  німецькими колоністами.

## Історія
За даними 1859 року в німецькій колонії Кульм (Мадар) Аккерманського повіту Бессарабської області мешкало 1454 особи (752 чоловічої статі та 702 — жіночої), налічувалось 137 дворових господарств, існували лютеранська церква та сільське училище.
Станом на 1886 рік у німецькій колонії Кульм, центрі Кульмської волості, мешкало 2249 осіб, налічувалось 146 дворових господарств, існували лютеранська церква, школа, 5 лавок.
За переписом 1897 року кількість мешканців зменшилась до 1425 осіб (740 чоловічої статі та 685 — жіночої), з яких 1396 — лютеранської віри.
У 1945 році указом ПВР УРСР село Кульм було перейменоване у Підгірне.
12 червня 2020 року, відповідно до Розпорядження Кабінету Міністрів України від № 724-р «Про визначення адміністративних центрів та затвердження територій територіальних громад Одеської області», увійшло до складу Тарутинської селищної територіальної громади.
19 липня 2020 року, в результаті адміністративно-територіальної реформи і ліквідації Тарутинського району, село увійшло до складу новоутвореного Болградського району.

## Населення
Згідно з переписом УРСР 1989 року чисельність наявного населення села становила 1822 особи, з яких 901 чоловік та 921 жінка.
За переписом населення України 2001 року в селі мешкали 1773 особи.

### Мова
Розподіл населення за рідною мовою за даними перепису 2001 року:
| Мова       | Чисельність | Відсоток |
| ---------- | ----------- | -------- |
| російська  | 664         | 37,66%   |
| болгарська | 476         | 27,00%   |
| гагаузька  | 345         | 19,57%   |
| румунська  | 170         | 9,64%    |
| українська | 99          | 5,62%    |
| інші       | 9           | 0,51%    |
| Усього     | 1763        | 100%     |

## Відомі мешканці

### Народились
- Агаєв Дмитро Мамедшахович (18.07.1992 — 26.04.2022) — український військовослужбовець, учасник російсько-української війни,«Почесний громадянин Тарутинської селищної територіальної громади»[10][11].
- Влад Федір Іванович — заступник голови Антимонопольного комітету України, перший заступник Міністра внутрішніх справ України, голова Одеської обласної ради.
- Денисенко Григорій Володимирович (17.05.1993 — 04.08.2022) — український військовослужбовець, учасник російсько-української війни,«Почесний громадянин Тарутинської селищної територіальної громади»[10][11].

### проживали
- Деде Дмитро Васильович (12.03.1984 — 28.09.2017)— український військовослужбовець, учасник російсько-української війни,«Почесний громадянин Тарутинської селищної територіальної громади»[12][13]..